# Бельский, Борис Феликсович
Борис Феликсович Бельский (27 сентября 1960, Москва, РСФСР, СССР — 30 сентября 2024, Москва) — советский и российский художник, академик Российской академии художеств (2007). Заслуженный художник Российской Федерации (2010).

## Биография
Родился 27 сентября 1960 года в Москве, в семье художника-графика, члена-корреспондента РАХ (2007) Феликса Иннокентьевича Бельского (1929—2009) и искусствоведа Анны Арменовны Агамировой (род. 1932).
В 1978 году — окончил Московскую среднюю художественную школу, в 1984 году — факультет графики Московского государственного художественного института имени В. И. Сурикова, руководители: профессора Н. А. Пономарёв, Н. Л. Воронков.
С 1984 по 1985 годы — служба в Вооружённых силах СССР.
С 1985 года — член Союза художников СССР, Союза художников России, Московского Союза художников, с 1993 года — член Творческого Союза художников России.
В 2007 году — избран академиком Российской Академии Художеств от Отделение графики, и. о. члена Президиума РАХ.
Умер 30 сентября 2024 года в возрасте 64 лет.

### Уголовное преследование за кражу
В августе 2020 года был задержан по подозрению в краже денежных средств из банкомата.

## Творческая деятельность
Основные проекты и произведения:
- Проект «Плавание». Ткань, шелкография, авторские фото (Проект реконверсии ТАКР «Киев» в музей современного искусства) (1996 г.)
- Цикл «Корабельная архитектура». Фото, бумага, шелкография, коллажи (с 1997 г.)
- Цикл «Судостроение». Бумага, шелкография (1996—2004 гг.)
- Цикл «Лодка». Металл, шелкография (по проекту «Монументальная графика») (с 2000 г.)
- Серия флагов для проекта «Аварийное всплытие», автор Коловский З. М. (2013 г.)
- Цикл «Первая эскадра». Холст, коллаж, шелкография, (по проекту «Монументальная графика») (с 2010 г.)
- Книги художника: «Сигнальная книга», «Инвентарная книга проектов», «Архив души». Шелкография, литография, коллаж (с 2011 г.,)
- Цикл «Бумажное кораблестроение. 1-я Опэск». Коллаж, смешанная техника (с 2013 г.)

Постоянный участник московских, всероссийских, всесоюзных выставок, экспозиций советской и российской графики за рубежом, международных Биеннале графики.

## Награды
- Заслуженный художник Российской Федерации (2010)[3]
- Отличник Погранвойск КГБ СССР (1985)
- Золотая медаль РАХ (2005)